# Moonbeam (Ontario)
Moonbeam (offiziell Township of Moonbeam) ist eine Flächengemeinde im Nordosten der kanadischen Provinz Ontario. Das Township liegt im Cochrane District und hat den Status einer Single Tier (einstufigen Gemeinde).

## Lage
Moonbeam liegt im Nordosten der Provinz, in einem bewaldeten Gebiet mit vielen kleineren Seen. Der Siedlungsschwerpunkt der Gemeinde und die einzige größere geschlossene Ansiedlung ist der Ortsteil Moonbeam. Kleinere Ansiedlungen finden sich im Norden der Gemeinde, am Remi Lake. Nach Osten grenzt die Gemeinde an das Township Fauquier-Strickland. Moonbeam liegt etwa 85 Kilometer Luftlinie nordwestlich von Cochrane bzw. etwa 660 Kilometer Luftlinie nordnordwestlich von Toronto.
Von Norden zieht sich entlang des Remi Lake der René Brunelle Provincial Park bis in die Gemeinde.

## Bevölkerung
Der Zensus im Jahr 2016 ergab für die Gemeinde eine Bevölkerungszahl von 1231 Einwohnern, nachdem der Zensus im Jahr 2011 für die Gemeinde noch eine Bevölkerungszahl von nur 1101 Einwohnern ergeben hatte. Die Bevölkerung hat damit im Vergleich zum letzten Zensus im Jahr 2011 stärker als der Trend in der Provinz um 11,8 % zugenommen, während der Provinzdurchschnitt bei einer Bevölkerungszunahme von 4,6 % lag. Im Zensuszeitraum von 2006 bis 2011 hatte die Einwohnerzahl in der Gemeinde noch stark um 15,2 % abgenommen hatte, während die Gesamtbevölkerung in der Provinz um 5,7 % zunahm.

### Sprache
In der Gemeinde lebt eine große Anzahl von Franko-Ontariern. Bei offiziellen Befragungen im Rahmen des Zensus 2016 gaben fast 80 % der Einwohner an Französisch als Muttersprache oder Umgangssprache zu verwenden. Moonbeam gehört zu den Gemeinden mit dem höchsten Anteil an französischsprachigen Einwohnern in der Provinz. Auf Grund der Anzahl der französischsprachigen Einwohner gilt in der Gemeinde der „French Language Services Act“. Obwohl Ontario offiziell nicht zweisprachig ist, sind nach diesem Sprachgesetz die Provinzbehörden verpflichtet, ihre Dienstleistungen in bestimmten Gebieten auch in französischer Sprache anzubieten. Die Gemeinde selber gehört auch der Association française des municipalités d’Ontario (AFMO) an und fördert die französische Sprachnutzung ebenfalls auf Gemeindeebene.

## Verkehr
Moonbeam wird in Ost-West-Richtung durch den King’s Highway 11, welcher hier Teil des Trans-Canada Highway Systems ist, erschlossen. Vom King’s Highway 11 zweigt im Ortsteil Moonbeam auch der regionale Ontario Highway 581 zum Remi Lake ab. Außerdem durchquert eine Eisenbahnstrecke der Ontario Northland Railway, auf der jedoch planmäßig nur Güterverkehr erfolgt, die Gemeinde. Durch die Ontario Northland Transportation Commission werden Busverbindungen mit verschiedenen anderen Orte angeboten.